# Brésil aux Jeux mondiaux de 2017
Cet article contient des informations sur la participation et les résultats du Brésil aux Jeux mondiaux de 2017 à Wrocław en Pologne.

## Médailles

### Or
| Sport              | Discipline             | Sportifs |
| Médailles d'or : 4 |                        | |
| Beach handball     | Femmes                 | Brésil- Nathalie Sena - Camila Souza - Millena Dos Anjos Alencar - Patrícia Scheppa (pt) - Renata Santiago - Ingrid Frazao - Juliana Oliveira - Cinthya Piquet - Carolina Braz - Jessica Barros |
| Beach handball     | Hommes                 | Brésil- Pedro Wirtzbiki - Bruno Oliveira - Thiago Claudio - Diogo Vieira - Nailson Amaral (pt) - Gil Pires (pt) - Thiago Barcellos - Cristiano Rossa - Wellington Esteves - Marcelo Machado     |
| Force athlétique   | Femmes - Poids lourds  | Ana Castellain (en) |
| Karaté             | Kumite - Femmes -55 kg | Valéria Kumizaki |

Initialement vainqueur en kick-boxing (sport de démonstration), le Brésilien Guto Inocente a été disqualifié pour manquement aux règles antidopage.

### Argent
| Sport                  | Discipline            | Sportifs                                    |
| Médailles d'argent : 2 |                       |                                             |
| Boules                 | Raffa - Double femmes | Noeli Dalla Corte (pt) Ana Caroline Martins |
| Sumo                   | Femmes - Poids légers | Luciana Montgomery Higuchi                  |

### Bronze
| Sport                   | Discipline             | Sportifs                |
| Médailles de bronze : 2 |                        |                         |
| Karaté                  | Kumite - Hommes -75 kg | Hernanit Verissimo (pt) |
| Roller artistique       | Femmes                 | Rafaela Freitas         |